# Føynland
Føynland, tidligere også skrevet Foynland, er en ø mellem Nøtterøy og Husøy i Færder kommune i Vestfold og Telemark fylke i Norge. Øen har omkring 1.400 indbyggere fordelt på 450 husstande. Føynland har broforbindelse til Nøtterøy over Foynlandsbroen som krydser Ekenessundet og til Husøy over Myrasundet. Den ene bro til Nøtterøy er gammel og bevaringsværdig. Føynland har siden tidlig på i 1990'erne været præget af stærkt udbygget, og er ifølge enkelte af indbyggerne blevet overbebygget.(tyrkisk) Om sommeren kommer der mange turister på Fjærholmen mod syd på øen, der det er  badepsted, campingplads og lystbådehavn for den lokale sejlforening og andre.
Føynland er også en statistisk grunnkrets som omfatter den centrale og den nordlige del af øen. Grunnkretsen har 506 indbyggere.

## Historie
Fra gammel tid var øen delt mellem tre gårde, Bjørnebu og Nordre og Søndre Foyn (Føyn). Hele øen, det vil sige alle de tre gårde, skal have tilhørt St. Olavs kloster i Tønsberg frem til reformationen. Da blev gårdene overdraget til kronen, som pantsatte dem i 1644 til rådmand og køpmand Anbjørn Lauritsen. Tidligt i 1700-tallet blev de tre gårde solgt til tre forskellige ejere. Alle gårds- og brugsnumre på øen, også andre småbrug, er senere udskilt fra disse tre.
Øen har skiftet navn op gennem historien. Fra gammel tid var navnet Føenland (skal være kommet fra «féøy»), senere Føienland, for så i moderne tid  Foynland, før det fra departementalt hold blev fastslået at øens navn skulle være Føynland. Imidlertid bruges navnet Foynland fortsat af enkelte.
- Luftfoto af Nøtterøy set fra nordøst, formentlig taget i 1950'erne, viser Teie foran, Føynland i baggrunden og del af fjordbassinet Træla til venstre.
Foto: Widerøe/Vestfoldmuseene
- Luftfoto fra 1960- eller 1970'erne 
Foto: Widerøe/Vestfoldmuseene
- Luftfoto fra 1960- eller 1970'erne 
Foto: Widerøe/Vestfoldmuseene
- Luftfoto fra 1960- eller 1970'erne 
Foto: Widerøe/Vestfoldmuseene